# Čelebi kan
Čelebi kan (kitajsko 俟力苾可汗, pinjin  qílìbì kěhàn, Wade-Giles ch'i-li-pi k'o-han) z osebnim imenom Ašina Simo (阿史那思摩) je bil član vladarske družine Vzhodnega turškega kaganata in v letih 639-647 kan Vzhodnega turškega kaganata kot vazal kitajske dinastije Tang, * 583, † verjetno 645. 

## Ozadje
Potem ko je cesar Tajdzong iz Tanga leta 630 osvojil Vzhodni turški kaganat, je vzhodne Gokturke za kratek čas naselil znotraj meja Tanga. Po neuspelem poskusu atentata nanj, ki ga je organiziral Ašina Čjehšešuaj, je sklenil preseliti vzhodne Gokturke na ozemlje med Velikim zidom in puščavo Gobi, da bi služili kot tampon med Tangom in Šuentuojem. Za kana Gokturkov je imenoval Čelebi kana, ki je to nalogo opravljal do leta 644. Tega leta so Gokturki zaradi nenehnega pritiska Šuentuoja pobegnili na jug na ozemlje Tanga. Tja se je vrnil tudi Ašina Simo/Čelebi kan in do svoje smrti služil kot general v službi Tanga.